# Хејстингс (Пенсилванија)
Хејстингс (енгл. Hastings) град је у америчкој савезној држави Пенсилванија.

## Демографија
По попису из 2010. године број становника је 1.278, што је 120 (-8,6%) становника мање него 2000. године.
| Група             | 2000.         | 2010.         |
| Белци             | 1.387 (99,2%) | 1.259 (98,5%) |
| Афроамериканци    | 0 (0,0%)      | 2 (0,2%)      |
| Азијати           | 2 (0,1%)      | 2 (0,2%)      |
| Хиспаноамериканци | 9 (0,6%)      | 7 (0,5%)      |
| Укупно            | 1.398         | 1.278         |